# Pokrov
Pour la ville d'Ukraine, voir Pokrov (Ukraine).
Pokrov (en russe : Покров) est une ville de l'oblast de Vladimir, en Russie. Sa population s'élevait à 17 747 habitants en 2021.

## Géographie
Pokrov se trouve à 5 km de la rive gauche de la rivière Kliazma, à 18 km à l'est de Petouchki, à 81 km au sud-ouest de Vladimir et à 101 km à l'est-nord-est de Moscou.

## Histoire
Pokrov est d'abord un village fondé au XVIIe siècle. Le statut de ville lui est accordé en 1778.

## Galerie

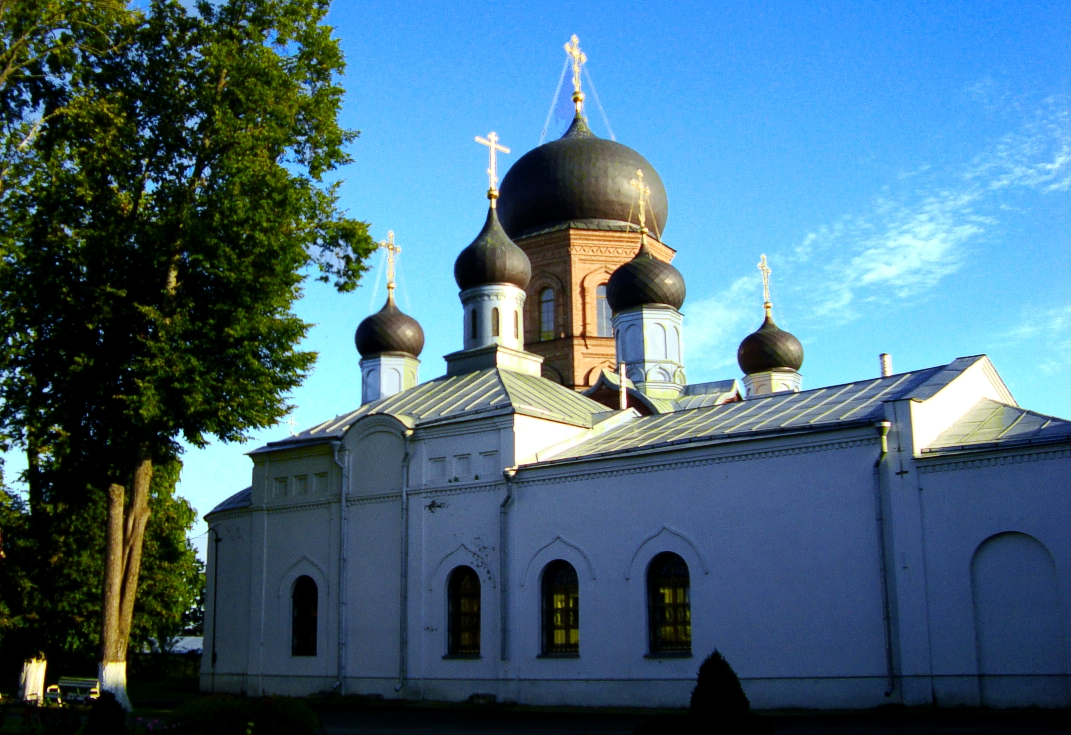
Église Saint-Nicolas au monastère Vvedenski.
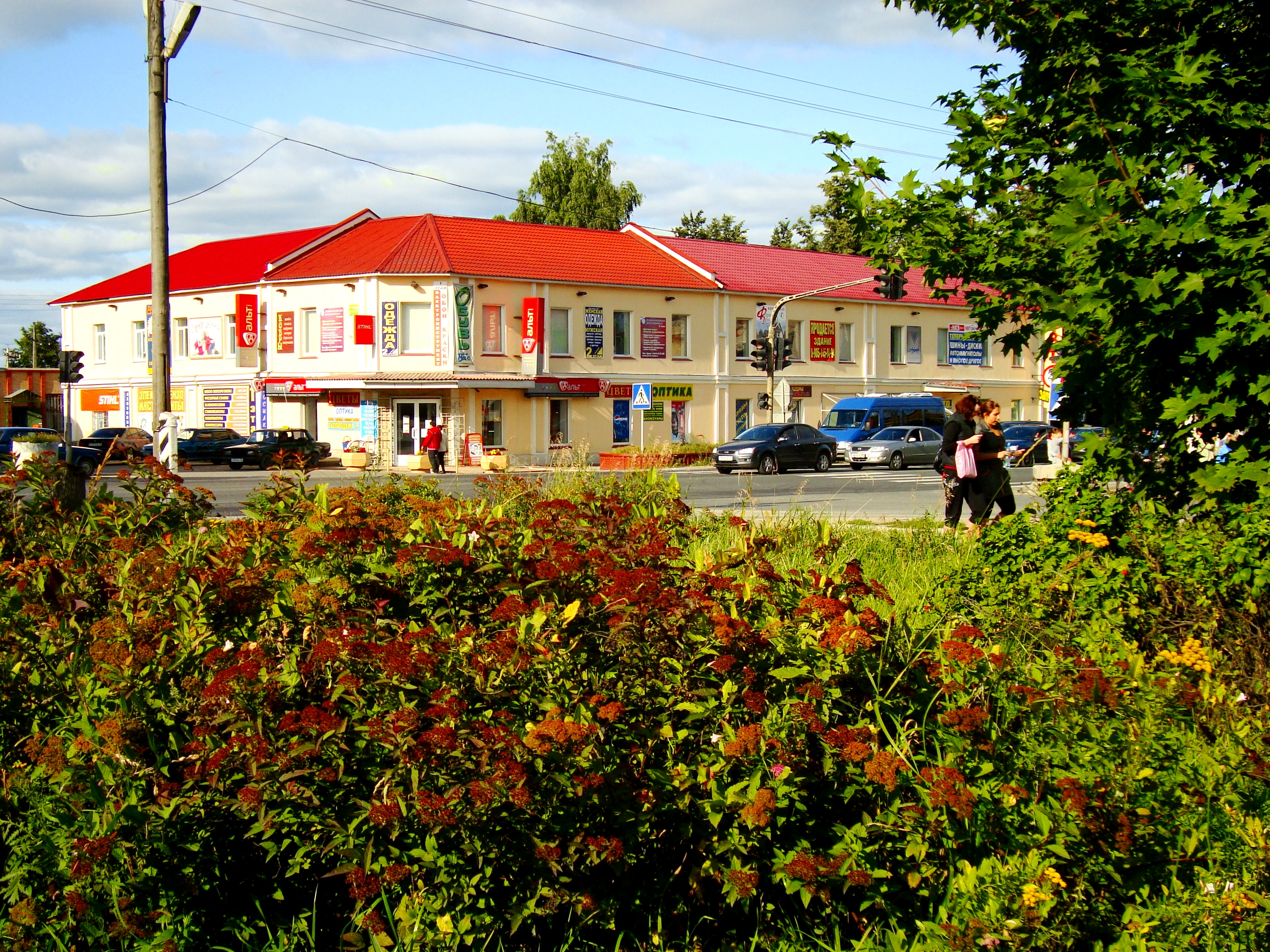
Centre de Pokrov.
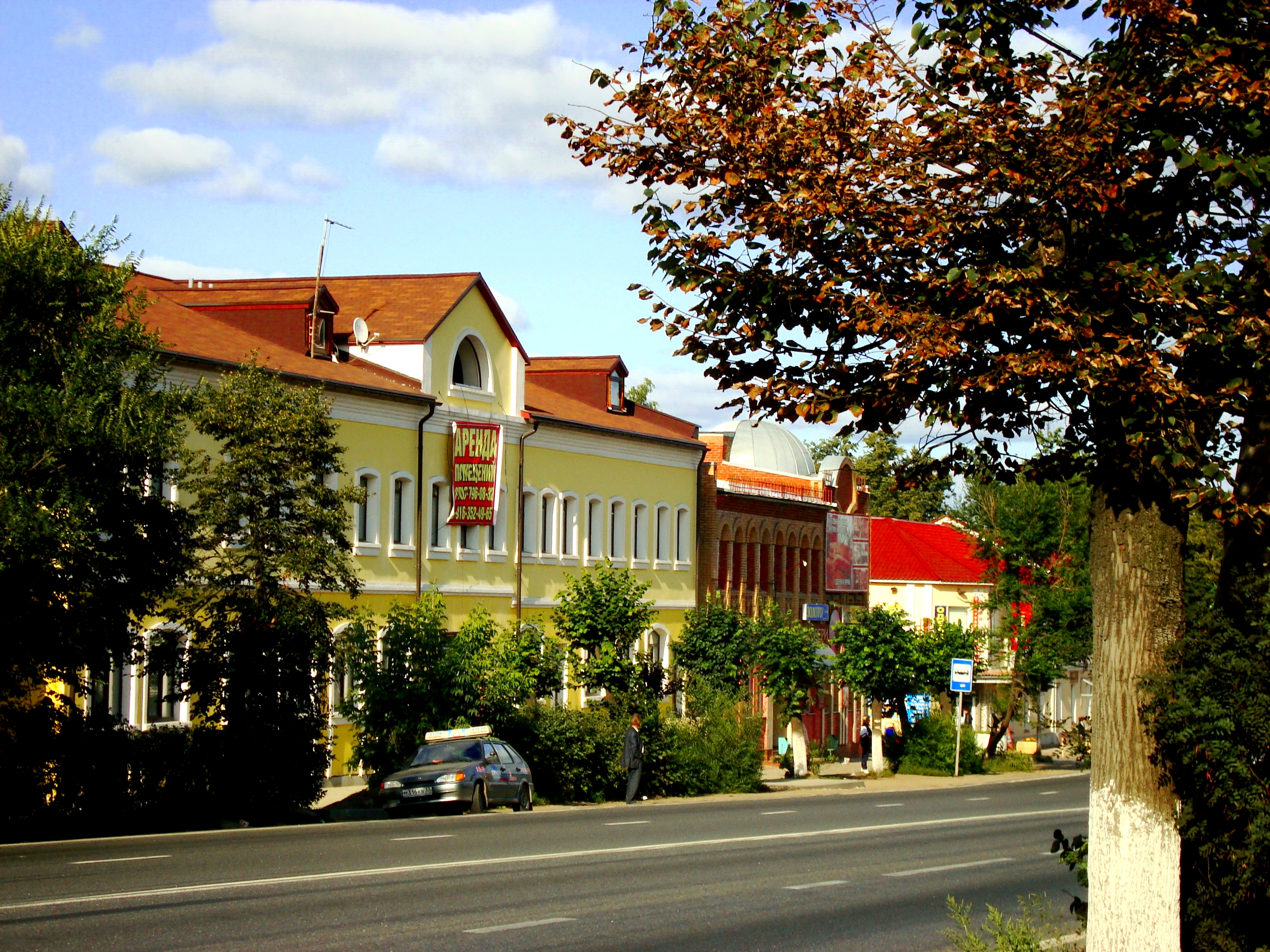
Pokrov : la rue Lénine.

## Population
Recensements (*) ou estimations de la population
| 1856  | 1897* | 1926* | 1959* | 1970* | 1979*  |
| ----- | ----- | ----- | ----- | ----- | ------ |
| 2 700 | 2 785 | 3 242 | 6 845 | 9 976 | 14 615 |

| 1989*  | 2002*  | 2010*  | 2012   | 2013   | 2021*  |
| ------ | ------ | ------ | ------ | ------ | ------ |
| 15 988 | 15 920 | 17 756 | 17 727 | 17 638 | 17 747 |